# 風險溢價
風險溢酬（英語：Risk Premium），又稱風險貼水，指的是一個人在面對不同風險的高低、且清楚高風險高報酬、低風險低報酬的情況下，會因個人對風險的承受度影響其是否要冒風險獲得較高的報酬、或是只接受已經確定的收入，放棄冒風險可能得到的較高報酬，其確定的收入與較高的報酬之間的差。。

## 投資
以投資學的角度而言，風險溢價可以視為投資者對於投資高風險時，所要求的較高報酬。衡量風險時，通常的方法就是使用無風險利率（risk-free interest rate），即政府公債之利率作為標的來與其他高風險的投資比較。高於無風險利率的報酬，這部份即稱為風險溢價。高風險投資獲得高報酬，低風險就只有較低的報酬，風險溢價與風險成正比關係。

## 保險市場
保險市場的定價深受風險溢價的影響。將風險溢價列入考量，訂出最適合該保險之保險費用。每個人能接受的溢價程度不一，影響的因素在於此人是否為風險趨避者，若是風險趨避者，因為對於風險的接受度低，因此在公平保費之外，比一般人願意付出更高的金額以獲得當發生風險時能得到確定的收入。
但當風險溢價加上公平保費的價錢超過未保險時，可能因風險產生折損時的收入，此時風險趨避者就不會想要購買此保險。但是是否最终会购买此保险，还取决于其他诸多因素。

## 借貸
在現實世界中的商業實例是，一家公司需要透過商業銀行進行借貸融資時，銀行發現該家公司在外已背負了不少的貸款和借債而其業續帶來的淨現金流收入和淨利潤並無明顯提升時，由於該家公司的債務比例和槓桿率較高，其在未來能提供的淨現金流收入和流動性比率較低，因此有較高發生債務違約的風險，所以銀行要麼拒批貨款或能借到的總金額被下調而且要求需要更高的償付利息和更短的還款期，這樣就是間接地提高了融資成本，而這個額外增加的差額就是風險溢價（英語：risk premium）

## 請參閱
- 风险
- 资本成本